# Mamołajewo
Mamołajewo (ros. Мамолаево) – wieś (sieło) w Rosji, w Mordowii, w rejonie kowyłkińskim. W 2010 liczyła 420 mieszkańców.